# Bischheim (Frankrijk)
Bischheim is een gemeente in het Franse departement Bas-Rhin (regio Grand Est). De gemeente telde 18.289 inwoners op 1 januari 2022.
Het kasteel van La Cour d’Angleterre ligt in het oosten van de gemeente, in een bocht van de Ill. Het is een historisch monument.

## Geschiedenis
Bischheim behoorde in de Middeleeuwen toe aan de bisschop van Straatsburg. In 1411 werd het verkocht aan de adellijke familie Bœcklin, die het in hun bezit hielden tot 1790. De kerk van Bischheim werd gebouwd tussen de 12e en 16e eeuw en werd protestants tijdens de Reformatie.
In 1512 vestigden Joden afkomstig uit Colmar zich in Bischheim. In 1784 woonden er 473 Joden in de plaats en ze hadden er een houten synagoge. Die werd in 1838 vervangen door een nieuwe synagoge. Deze werd vernield in 1944 door de Duitsers en herbouwd in 1959. In 1968 woonden er nog 360 Joden in de gemeente.
In 1879 werd een werkplaats van de spoorwegen geopend in de gemeente en dit werd de grootste werkgever van de gemeente. Anno 2022 stelt het Technicentre SNCF nog steeds meer dan 1000 mensen tewerk.
Bischheim was de hoofdplaats van het  gelijknamige kanton in het arrondissement Strasbourg-Campagne. Bij de kantonale herindeling werden beide opgeheven en vanaf 2015 werd Bischheim ingedeeld in het aangrenzende kanton Schiltigheim, daarvoor alleen bestaande uit de gemeente Schiltigheim, dat onderdeel werd van het arrondissement Strasbourg.

## Geografie
De oppervlakte van Bischheim bedroeg op 1 januari 2022 4,41 vierkante kilometer; de bevolkingsdichtheid was toen 4.147,2 inwoners per km². De gemeente bestaat uit twee delen, gescheiden van elkaar door het grondgebied van de gemeente Hoenheim.
De onderstaande kaart toont de ligging van Bischheim met de belangrijkste infrastructuur en aangrenzende gemeenten.

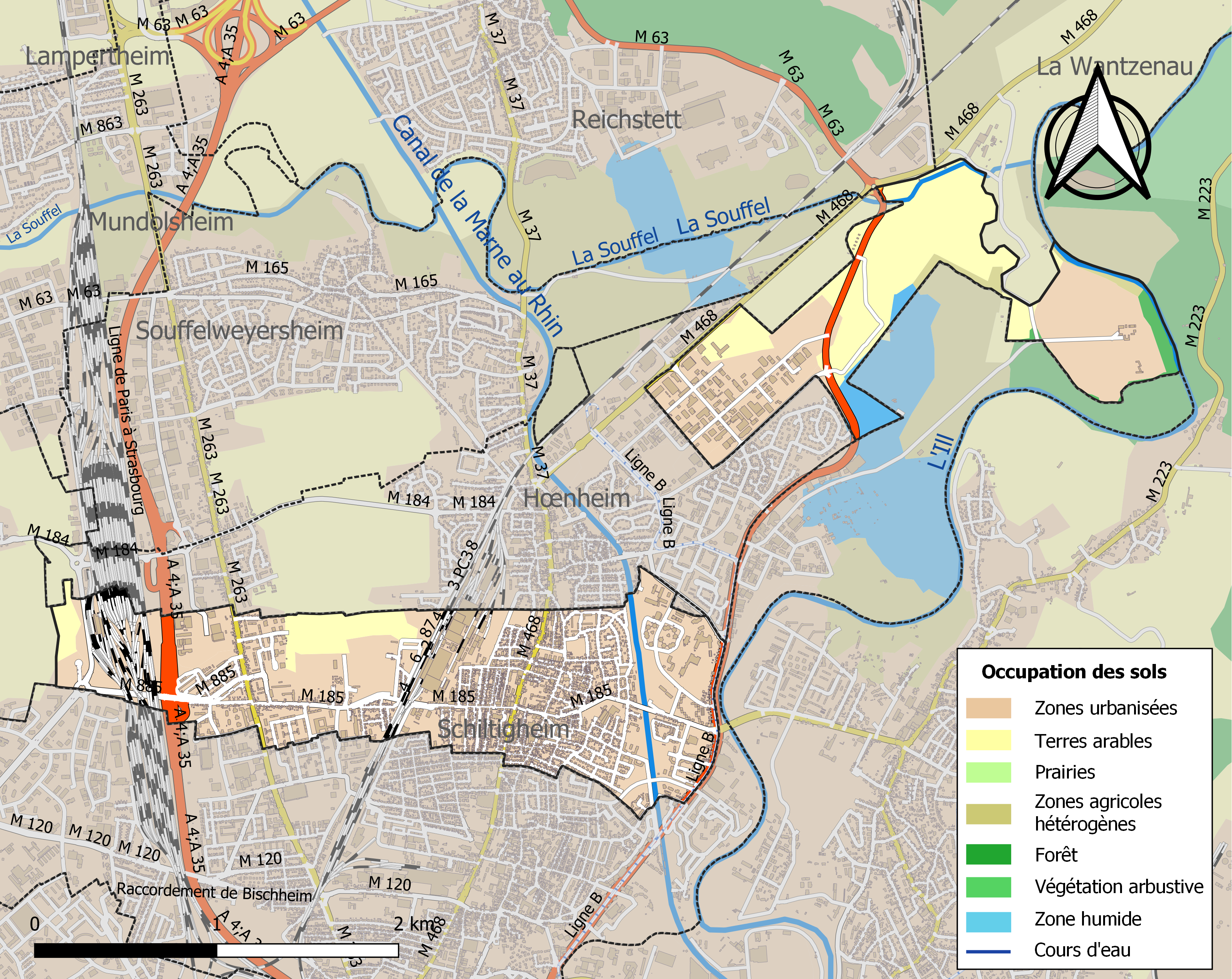

## Demografie
Onderstaande figuur toont het verloop van het inwonertal (bron: INSEE-tellingen).

## Sport
In de gemeente speelt voetbalclub CS Mars Bischheim.